# HV Olympia Bocholtz
HV Olympia is een handbalvereniging uit het kerkdorpje Bocholtz. 
Op 19 augustus 1953 werd de handbalvereniging opgericht. De statuten werden aangenomen op 8 september 1953 die op 29 september 1969 omgezet werden in Stichting Handbal Vereniging Olympia. Als thuisbasis wordt er door HV Olympia al jaren de sporthal aan de Wijngracht gebruikt. Bij de oprichting van de club was er alleen een damesafdeling, slects één team. Na een jaartje gingen ook heren meedoen bij de vereniging en werd er een herenafdeling opgericht. In 1954 werden beide afdelingen samengevoegd. Er werd destijds nog 11 handbal op een voetbalveld gespeeld.
Anno 2020 heeft HV Olympia geen enkel herenteam in de nationale competitie. Op het vlak van jeugdteams is de vereniging gaan samenwerken met naburige handbalverenigingen, zoals HV Esia en HV Juliana. Het eerste damesteam speelt in de eerste klasse.